# موتور شهيد احمد اعظم بور (أرزوئية)
موتور شهید احمد اعظم بور (بالإنجليزية: Mowtowr-e Shahid Ahmad Azampur)‏ هي منطقة سكنية تقع في إيران في Arzuiyeh Rural District. يقدر عدد سكانها بـ 24 نسمة .